# Mark Cockerell
Pour les articles homonymes, voir Cockerell.
Mark Cockerell, né le 24 avril 1962 à Burbank en Californie, est un patineur artistique américain. Il est champion du monde junior en 1976 et vice-champion des États-Unis en 1985.

## Biographie

### Carrière sportive
Après avoir remporté deux fois la médaille de bronze aux championnats américains de 1983 et 1984, derrière ses compatriotes Scott Hamilton et Brian Boitano, Mark Cockerell devient vice-champion des États-Unis en 1985 derrière Brian Boitano.
Il représente son pays à un mondial junior, lors de l'année inaugurale de l'événement (1976 à Megève où il remporte l'or), trois mondiaux seniors (1983 à Helsinki, 1984 à Ottawa et 1985 à Tokyo) et aux Jeux olympiques d'hiver de 1984 à Sarajevo.
Il arrête les compétitions sportives après les mondiaux de 1985.

### Reconversion
Mark Cockerell est entraîneur au Plex Hiwire Sports Center à Irmo en Caroline du Sud.

### Vie privée
Mark Cockerell a été marié à la patineuse artistique soviétique Elena Kvitchenko, avec qui il a deux enfants : Anya (née en 1999) et Nicolas. Anya fait du patinage artistique et Nicolas joue et entraîne au hockey-sur-glace.

## Palmarès
| Compétitions principales      | 1976    | 1977    | 1978    | 1979    | 1980    | 1981    | 1982    | 1983    | 1984    | 1985    |  |  |  |  |
| Jeux olympiques d'hiver       |         |         |         |         |         |         |         |         | 13e     |         |  |  |  |  |
| Championnats du monde         |         |         |         |         |         |         |         | 14e     | 13e     | 8e      |  |  |  |  |
| Championnats des États-Unis   |         |         | 8e      | F       | 8e      | 5e      | 5e      | 3e      | 3e      | 2e      |  |  |  |  |
| Championnats du monde juniors | 1er     |         |         |         |         |         |         |         |         |         |  |  |  |  |
|                               |         |         |         |         |         |         |         |         |         |         |  |  |  |  |
| Autres Compétitions           | 1975/76 | 1976/77 | 1977/78 | 1978/79 | 1979/80 | 1980/81 | 1981/82 | 1982/83 | 1983/84 | 1984/85 |  |  |  |  |
| Skate America                 |         |         |         |         |         |         |         | 5e      |         |         |  |  |  |  |
| Skate Canada                  |         |         |         |         |         |         | 5e      |         | 4e      | 4e      |  |  |  |  |
| Trophée NHK                   |         |         |         |         |         |         |         | 4e      |         |         |  |  |  |  |
| Légende : F = Forfait         |         |         |         |         |         |         |         |         |         |         |  |  |  |  |